# Georgiens riksvapen
Georgiens riksvapen antogs den 1 oktober 2004. Det är delvis baserat på den kungliga vapenskölden från medeltiden som tillhörde kungafamiljen Bagrationi.
Riksvapnet består av två lejon som bär skölden. På den röda skölden framstår Georgiens skyddshelgon, sankt Göran, som dräper en drake. Skölden kröns av Georgiens kungakrona.
Landets motto står skrivet på skriften under skölden. Mottot lyder: ”Styrkan ligger i enigheten” (georgiska: ძალა ერთობაშია, dzala ertobasjia).

Bagrationi-ättens vapen
Georgiens statsvapen 1918–1921 och 1991–2004
Georgiska SSR:s (delrepublik inom Sovjetunionen) vapen